# Nikolaos Jizis
Nikolaos Jizis (gr. Νικόλαος Γύζης, Nikólaos Gýzīs; ur. 1 marca 1842 na Tinos, zm. 4 stycznia 1901 w Monachium) – grecki malarz, główny przedstawiciel szkoły monachijskiej i greckiego XIX-wiecznego ruchu artystycznego.

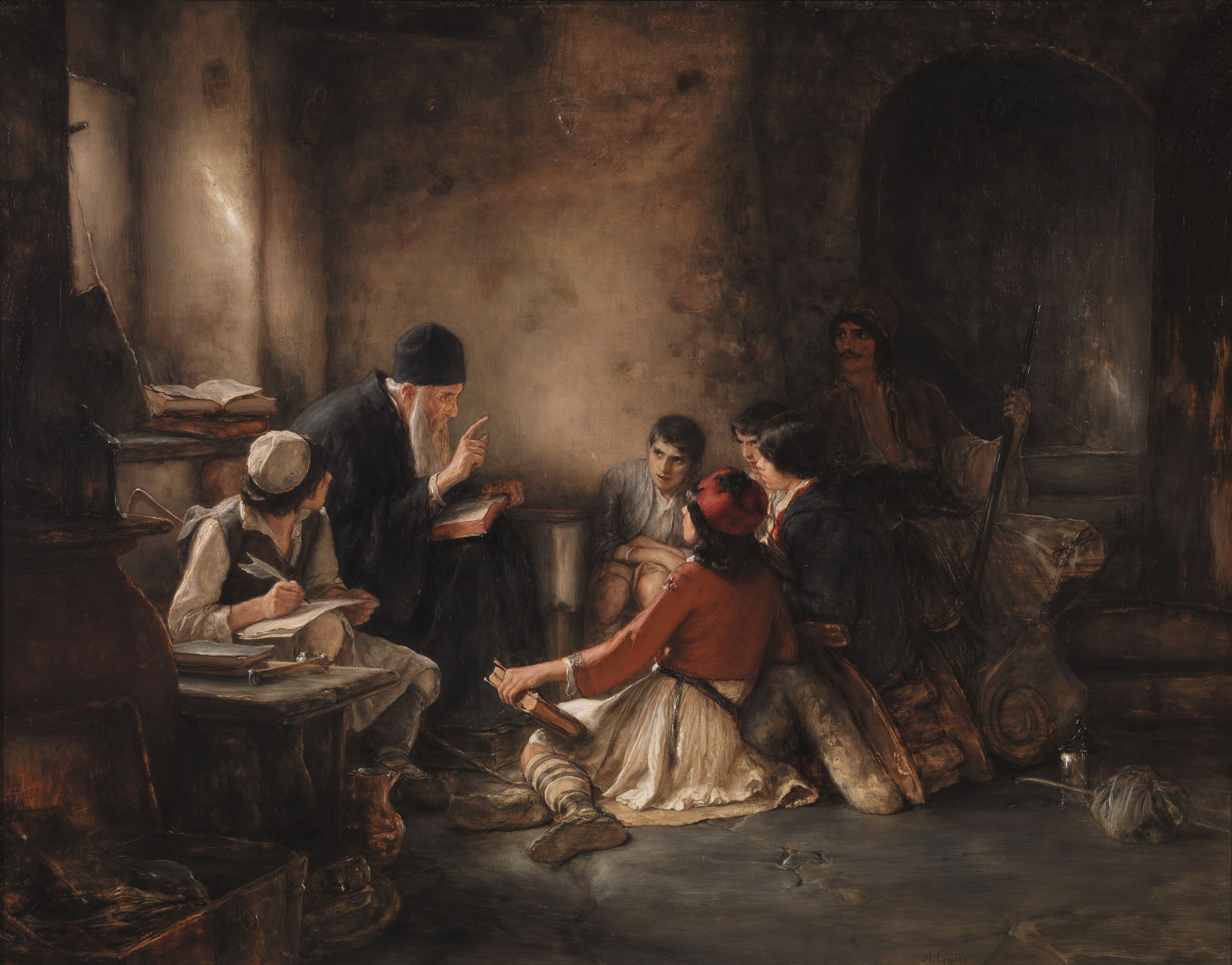
Tajemna szkoła (1885-1886)

Urodził się w Sklawochori na wyspie Tinos. W 1850 jego rodzina przeniosła się do Aten, gdzie rozpoczął studia w Szkole Sztuk Pięknych. Po otrzymaniu stypendium, w 1865 wyjechał dla ich kontynuowania w Akademii Sztuk Pięknych w Monachium. Pozostał tam do końca życia, stając się głównym przedstawicielem szkoły monachijskiej w greckim ruchu artystycznym. Z tego okresu pochodzą m.in.: Wieść o zwycięstwie 1871 roku i Apoteoza czyli Triumf Bawarii.
W 1870 udał się na pewien czas do Grecji, gdzie namalował kilka obrazów o tematyce rodzimej: Karnawał w Atenach, Zaręczyny dzieci, Po zagładzie Psary. W 1886 roku został profesorem akademii monachijskiej; w tym okresie powoli odchodził od kompozycji realistycznych ku bardziej impresjonistycznym. W 1890 powstało kilka obrazów o tematyce religijnej, w tym Triumf wiary. Jego uczniami byli m.in. Anna May-Rychter i późniejszy rumuński malarz Stefan Popescu.
Obraz Tajemna szkoła umieszczono na rewersie greckiego banknotu o nominale 200 drachm z lat 1996-2001.

## Galeria

Wschodni wojownik (1876)
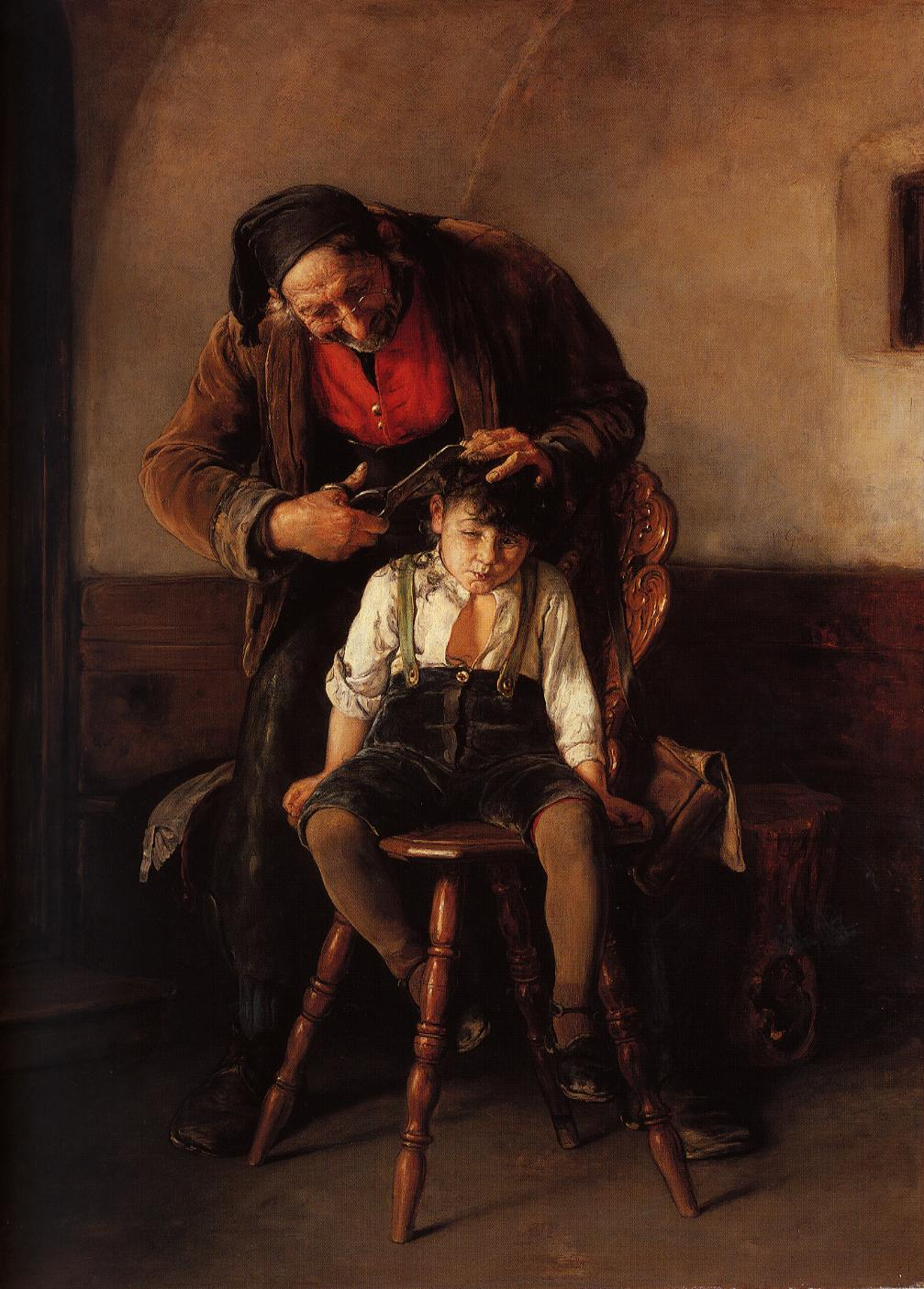
Fryzjer  (1880)
Zapamiętywanie (1883)
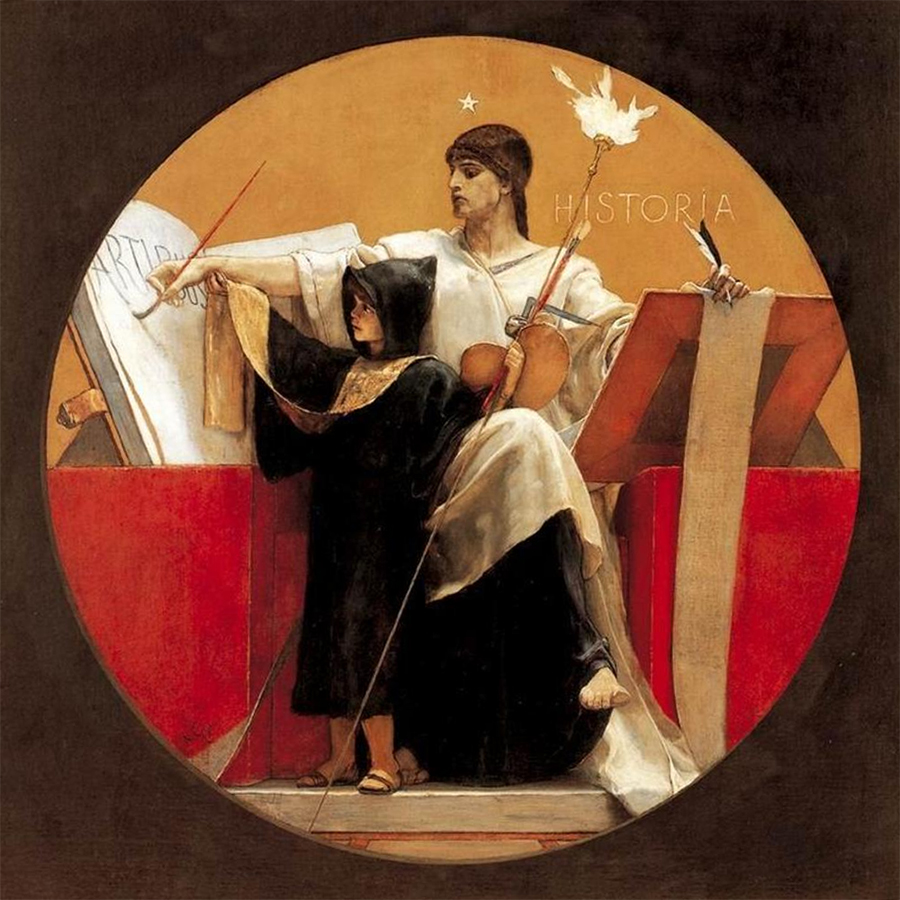
Ηistoria (1892)
Chwała Psary (1898)